# Doctor Medicinae (título danés y noruego)

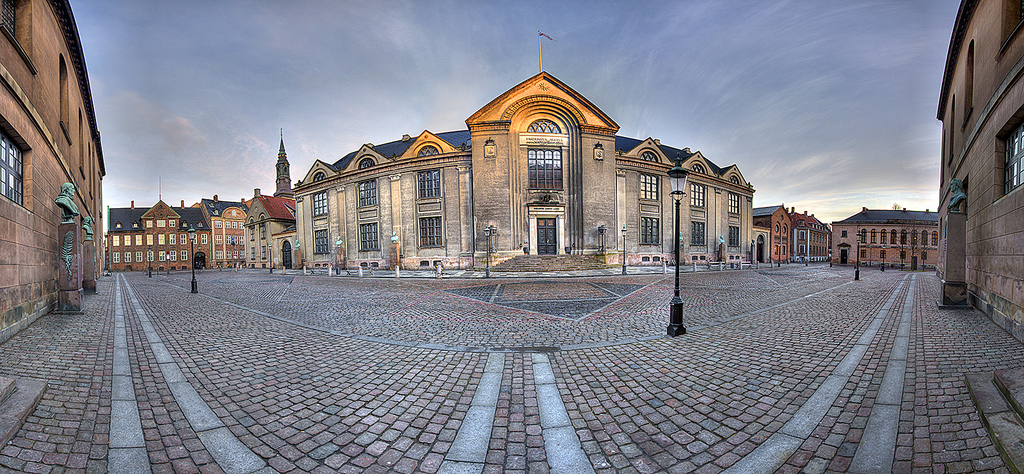
Edificio principal de la Universidad de Copenhague

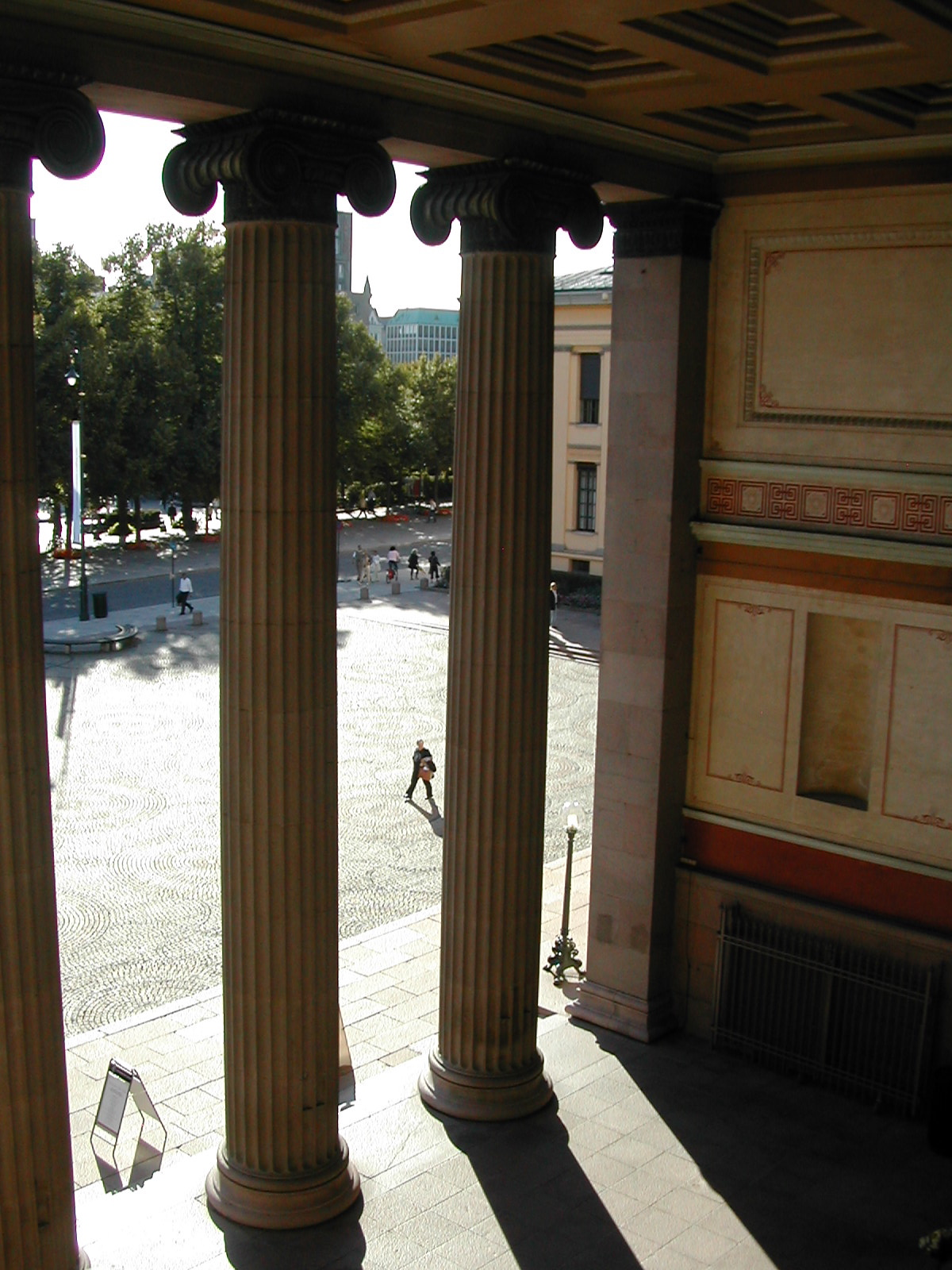
Edificio principal de la Universidad de Oslo (el Frederick Real Universidad), el cual empezó otorgar el grado basado en los controles de Copenhague en 1817

Doctor Medicinae,  abreviado Dr. Med., es un prestidioso grado doctoral (un doctorado de investigación) en medicina impartida por universidades en Dinamarca y anteriormente en Noruega. Es oficialmente traducido  Doctor de Ciencia Médica (D.m.sc.), correspondiendo de modo parecido a los doctorados más altos nombrados encontrados en algunos países de la Commonwealth . Está considerado como el doctorado más alto y oficialmente por encima de PhD danés.
Dr. Med. (Danés: dr.med.) Es por ley un grado más alto que el Ph.D. (en danés: dr.med.: ph.d.-graden). Un Dr..Med. El título se otorga en reconocimiento a la importante visión científica y a la madurez del autor y es un requisito que la tesis, por regla general, conste de varios artículos publicados en revistas de alto impacto, haya hecho avanzar la ciencia de forma sustancial La disertación es evaluada por un grupo de expertos externos, elegidos entre los científicos más distinguidos del campo a nivel internacional, que decide si la disertación es aceptable para su defensa pública. Hasta el siglo XIX, el título de licenciado era también un requisito para obtener el de doctor en medicina. Hoy en día, el recientemente introducido doctorado danés (oficialmente el sucesor y equivalente de la antigua licenciatura) se obtiene a veces antes que el doctorado en medicina. Según la Agencia Danesa para la Educación Internacional, "los investigadores maduros pueden obtener el tradicional título de doctorado superior danés (doktorgrad), normalmente tras un mínimo de 5 a 8 años de investigación individual y original (tras un título de candidatus [...] o un título de doctorado en el campo de estudio correspondiente) y la defensa pública de una disertación". El título de doctor en medicina rara vez se obtiene antes de los 40 años, y normalmente se confiere a consultores y científicos experimentados tras una década de investigación.
El título existe desde la creación de la Universidad de Copenhague en 1479, que fue durante siglos la única universidad de Dinamarca-Noruega. El título fue concedido por primera vez por la recién creada Royal Frederick University een 1817 según la normativa de la Universidad de Copenhague (a pesar de que Dinamarca y Noruega ya no estaban en una unión personal) y el título noruego era una continuación directa del de Copenhague, ya que Dinamarca y Noruega compartieron en gran medida su sistema de títulos hasta 2003-2008, reconociendo mutuamente los títulos como equivalentes. En Noruega, la última vez que se concedió el título de doctor en medicina con sede en Dinamarca fue en 2008.
El título de Dr.Med. es oficialmente un título superior al de doctor, y las autoridades danesas lo describen como un doctorado superior. La traducción oficial al inglés del título de Dr.Med. es Doctor of Medical Science, D.M.Sc., el nombre de los títulos comparables en los países de la Commonwealth que están por encima del doctorado; por ejemplo, la Universidad de Sydney describe su título comparable de D.M.Sc. como "un doctorado superior [...] concedido por trabajos publicados que, en opinión de los examinadores, constituyen una contribución distinguida al conocimiento o a los logros creativos y que son reconocidos por los académicos en el campo correspondiente como una contribución distinguida al conocimiento o a los logros creativos en ese campo". El DMedSc, a diferencia del Doctorado, no es un título de formación en investigación. Puede describirse como un premio que uno recibiría cuando su carrera está bien establecida, y no al principio, por una contribución destacada al conocimiento a través de un cuerpo sustancial de investigación".
Para obtener el título de Dr. Med. no es necesario tener el título de candidato a médico (6-7 años de estudios) o un título médico extranjero equivalente. Los no médicos que presentan tesis en las facultades de medicina pueden aspirar a defender una tesis para obtener el título de Dr. Med. pero también pueden presentarse a otra titulación, como el doctorado en filosofía (Dr. Phil.) o el doctorado en farmacia (Dr.Pharm). En la actualidad, varios farmacéuticos daneses tienen el título de Dr. Med. La tesis doctoral consiste en un cuerpo sustancial de trabajo publicado en revistas académicas internacionales de alta calidad, por regla general al menos 4 o 5 publicaciones internacionales de alta calidad.
El nombre del título también puede escribirse como Doctor Medicinæ (Æ en lugar de AE). En danés y noruego, el título, al igual que otros títulos latinos, no suele escribirse en mayúsculas (es decir, se escribe como doctor medicinae o doctor medicinæ, y se abrevia dr. med.)
No debe confundirse con el título alemán Dr. med. En la tradición danesa-noruega, el dr.med. es un título superior al doctorado, tal y como establece la ley en Dinamarca, mientras que el Dr.med. alemán es un doctorado de investigación de nivel inicial correspondiente al doctorado en el sistema anglosajón. El título danés (y el antiguo noruego) de Dr.med. se considera equivalente a la Habilitación en Alemania, y también otorga los mismos derechos formales en las universidades que una Habilitación, por ejemplo el derecho a supervisar doctorados y la posibilidad de convertirse en Profesor Asociado o Catedrático (un Dr.Med. por sí solo, por definición, cumple automáticamente los requisitos para convertirse en Profesor Asociado, mientras que un Catedrático completo requiere una evaluación y normalmente publicaciones adicionales). Mientras que el Dr.med. alemán suele obtenerse en uno o dos años, el Dr.med. danés (y el anterior noruego) rara vez se obtiene en menos de 5-8 años de actividad investigadora tras la graduación como médico, y los que reciben un Dr.med. suelen ser consultores de media carrera a alta en hospitales universitarios. Según la Agencia Danesa para la Educación Internacional, "los investigadores maduros pueden obtener el tradicional título de doctorado superior danés (doktorgrad), normalmente tras un mínimo de 5-8 años de investigación individual y original (tras una licenciatura de candidatus, un título de mag.art. o un título de ph.d. en el campo de estudio correspondiente) y la defensa pública de una disertación".
El Dr.med. tampoco debe confundirse con el título profesional de entrada M.D., utilizado en algunos países de habla inglesa (no en la Commonwealth).